# La Estancia, Tolimán
La Estancia är en ort i Mexiko.   Den ligger i kommunen Tolimán och delstaten Querétaro Arteaga, i den centrala delen av landet, 190 km nordväst om huvudstaden Mexico City. La Estancia ligger 1 720 meter över havet och antalet invånare är 110.
Terrängen runt La Estancia är huvudsakligen kuperad. La Estancia ligger nere i en dal. Runt La Estancia är det ganska glesbefolkat, med 28 invånare per kvadratkilometer. Närmaste större samhälle är Colón, 10,4 km söder om La Estancia. Trakten runt La Estancia består i huvudsak av gräsmarker.